# Sitio de Bari
El sitio de Bari fue un enfrentamiento militar entre las fuerzas normandas del sur de Italia y los bizantinos. Roberto Guiscardo, un aventurero y líder de los normandos, pretendía anexar todo el sur de la península itálica, territorios que aún se hallaban en parte bajo posesión de los bizantinos. En 1068, el líder normando movilizó a sus tropas frente a la ciudad de Bari, inicialmente Roberto ofreció términos a los habitantes de la ciudad con la esperanzas de tomar la ciudad sin presentar combate, pero los bizantinos rechazaron los términos y los normandos comenzaron a atacar el 5 de agosto de ese año. Debido a la falta de experiencia de Roberto Guiscardo en cercos, la ciudad seguía recibiendo suministros desde Constantinopla. Fue entonces cuando Roberto bloqueó el puerto para que la ciudad no se abasteciese, pero los bizantinos repelieron exitosamente el bloqueo normando. Si bien la ciudad seguía recibiendo suministros y apoyo militar, no mejoró mucho el panorama para los bizantinos. En 1069, Romano IV Diógenes envió un ejército bizantino, pero fueron derrotados en una batalla a campo abierto por los normandos. Finalmente, tras el prolongado asedio y acechados por el hambre, los cansados habitantes decidieron entregar la ciudad el 15 de abril de 1071. Con la caída de la ciudad, y después de 536 años de permanencia, marcó el fin del dominio bizantino en la península itálica.